# April Sykes
Pour les articles homonymes, voir Sykes.
April Sykes est une joueuse américaine de basket-ball, née le 30 juillet 1990 à Starkville (Mississippi).

## Biographie
Après le lycée E. Oktibbeha, elle rejoint l'université de Rutgers. De sophomore à junior, elle passe de 5,6 points à 14,1 points de moyenne à 42,8 %.
En 2012, elle est retenue en 28e choix de la draft (après sa coéquipière de Rutgers Khadijah Rushdan, 15e choix) par le Sparks de Los Angeles pour 3,1 points de moyenne en 30 rencontres de saison régulière. Elle n'est pas conservée lors de la pré-saison 2013.
Elle commence sa carrière à l'étranger en 2012 en Australie aux Sydney Uni Flames sur la suggestion de la membre de staff des Sparks l'Australienne Sandy Brondello. « J'avais des propositions en Europe, mais je n'étais pas prête à rejoindre un pays qui n'était pas américanisé. ».

## Clubs
- ? - 2008 :  E. Oktibbeha High School
- 2008-2012 :  Scarlet Knights de Rutgers (NCAA)
- 2012-2013 :  Sydney Uni Flames

Championnat WNBA
- 2012 :  Sparks de Los Angeles